# Val-Saint-Père
Val-Saint-Père – miejscowość i gmina we Francji, w regionie Normandia, w departamencie Manche.
Według danych na rok 1990 gminę zamieszkiwało 1609 osób, a gęstość zaludnienia wynosiła 145 osób/km² (wśród 1815 gmin Dolnej Normandii Val-Saint-Père plasuje się na 134. miejscu pod względem liczby ludności, natomiast pod względem powierzchni na miejscu 438.). Nazwa miejscowości pochodzi od imienia św. Piotra.